# Deutsche Leichtathletik-Meisterschaften 2016/Resultate
Der Hauptteil der Wettbewerbe bei den 116. Deutschen Leichtathletik-Meisterschaften 2016 wurde am 18. und 19. Juni 2016 im Kasseler Auestadion ausgetragen.
In der hier vorliegenden Auflistung werden die in den verschiedenen Wettbewerben jeweils ersten acht platzierten Leichtathletinnen und Leichtathleten aufgeführt.
Eine Übersicht mit den Medaillengewinnerinnen und -gewinnern sowie einigen Anmerkungen zu den Meisterschaften findet sich unter dem Link Deutsche Leichtathletik-Meisterschaften 2016.
Wie immer gab es zahlreiche Disziplinen, die zu anderen Terminen an anderen Orten stattfanden – in den folgenden Übersichten jeweils konkret benannt.

## Meisterschaftsresultate Männer

### 100 m
| Platz | Athlet, Verein                          | Zeit (s) |
| ----- | --------------------------------------- | -------- |
| 1     | Julian Reus (TV Wattenscheid 01)        | 10,30    |
| 2     | Robert Hering (SC DHfK Leipzig)         | 10,48    |
| 3     | Peter Emelieze (ASV Köln)               | 10,49    |
| 4     | Sven Knipphals (VfL Wolfsburg)          | 10,50    |
| 5     | Roy Schmidt (SC DHfK Leipzig)           | 10,61    |
| 6     | Alexander Kosenkow (TV Wattenscheid 01) | 10,64    |
| 7     | Martin Keller (LG Mittweida)            | 10,69    |
| DSQ   | Robert Polkowski (LT DSHS Köln)         |          |

Datum: 18. Juni
Wind: −2,3 m/s

### 200 m
| Platz | Athlet, Verein                                 | Zeit (s) |
| ----- | ---------------------------------------------- | -------- |
| 1     | Robin Erewa (TV Wattenscheid 01)               | 20,59    |
| 2     | Robert Hering (SC DHfK Leipzig)                | 20,62    |
| 3     | Aleixo-Platini Menga (TSV Bayer 04 Leverkusen) | 20,95    |
| 4     | Steven Müller (LG OVAG Friedberg-Fauerbach)    | 21,01    |
| 5     | Maurice Huke (TV Wattenscheid 01)              | 21,19    |
| 6     | Martin Brieger (LG Ohra Energie)               | 21,31    |
| 7     | Michael Bryan (TSG 1862 Weinheim)              | 21,35    |
| 8     | Florian Daum (Wiesbadener LV)                  | 21,91    |

Datum: 19. Juni
Wind: +1,9 m/s

### 400 m
| Platz | Athlet, Verein                         | Zeit (s) |
| ----- | -------------------------------------- | -------- |
| 1     | Johannes Trefz (LG Stadtwerke München) | 46,59    |
| 2     | Alhagie Drammeh (TG Werste)            | 46,62    |
| 3     | Patrick Schneider (LAC Quelle Fürth)   | 46,93    |
| 4     | Kamghe Gaba (LG Eintracht Frankfurt)   | 47,01    |
| 5     | Christian Jakob (TSG Bergedorf)        | 47,26    |
| 6     | Marc Koch (LG Nord Berlin)             | 47,37    |
| DSQ   | Constantin Schmidt (TG Obertshausen)   |          |
| DNS   | Alexander Gladitz (Hannover 96)        |          |

Datum: 19. Juni

### 800 m
| Platz | Athlet, Verein                              | Zeit (min) |
| ----- | ------------------------------------------- | ---------- |
| 1     | Benedikt Huber (LG Telis Finanz Regensburg) | 1:47,17    |
| 2     | Sören Ludolph (LG Braunschweig)             | 1:47,80    |
| 3     | Marc Reuther (Wiesbadener LV)               | 1:47,82    |
| 4     | Dennis Krüger (1. VfL Fortuna Marzahn)      | 1:47,92    |
| 5     | Patrick Zwicker (LC Rehlingen)              | 1:48,10    |
| 6     | Denis Bäuerle (LG Filder)                   | 1:48,34    |
| 7     | Jan Riedel (Dresdner SC)                    | 1:48,61    |
| 8     | Christian von Eitzen (LC Rehlingen)         | 1:49,24    |

Datum: 19. Juni

### 1500 m
| Platz | Athlet, Verein                            | Zeit (min) |
| ----- | ----------------------------------------- | ---------- |
| 1     | Timo Benitz (LG farbtex Nordschwarzwald)  | 3:40,28    |
| 2     | Homiyu Tesfaye (LG Eintracht Frankfurt)   | 3:40,67    |
| 3     | Florian Orth (LG Telis Finanz Regensburg) | 3:40,67    |
| 4     | Marius Probst (TV Wattenscheid 01)        | 3:40,69    |
| 5     | Sebastian Keiner (Erfurter LAC)           | 3:40,95    |
| 6     | Stefan Hettich (TSV Gomaringen)           | 3:42,92    |
| 7     | Patrick Oehler (VfL Sindelfingen)         | 3:43,83    |
| 8     | Moritz Beinlich (LG Rhein-Wied)           | 3:45,87    |

Datum: 19. Juni

### 5000 m
| Platz | Athlet, Verein                                  | Zeit (min) |
| ----- | ----------------------------------------------- | ---------- |
| 1     | Richard Ringer (VfB LC Friedrichshafen)         | 13:51,88   |
| 2     | Martin Sperlich (VfB LC Friedrichshafen)        | 13:56,27   |
| 3     | Amanal Petros (SV Brackwede)                    | 13:58,10   |
| 4     | Mitku Seboka (LAC Quelle Fürth)                 | 14:07,03   |
| 5     | Clemens Bleistein (LG Stadtwerke München)       | 14:08,38   |
| 6     | Simon Stützel (Team Memmert)                    | 14:11,33   |
| 7     | Jens Nerkamp (PSV Grün-Weiß Kassel)             | 14:13,25   |
| 8     | Tim Ramdane Cherif (LG Telis Finanz Regensburg) | 14:13,36   |

Datum: 19. Juni

### 10.000 m
| Platz | Athlet, Verein                         | Zeit (min) |
| ----- | -------------------------------------- | ---------- |
| 1     | Mitku Seboka (LAC Quelle Fürth)        | 29:23,57   |
| 2     | Amanal Petros (SV Brackwede)           | 29:35,47   |
| 3     | Dominik Notz (LAV Stadtwerke Tübingen) | 29:42,04:  |
| 4     | Eyob Solomun (SG Wenden)               | 29:49,45   |
| 5     | Solomon Merne Eshete (TV Wasserlos)    | 29:49,97   |
| 6     | Tom Gröschel (TC FIKO Rostock)         | 29:59,98   |
| 7     | Jens Nerkamp (PSV Grün-Weiß Kassel)    | 30:04,36   |
| 8     | Karsten Meier (LG Braunschweig)        | 30:11,88   |

Datum: 7. Mai
fand in Celle statt

### 10-km-Straßenlauf
| Platz | Athlet, Verein                            | Zeit (min) |
| ----- | ----------------------------------------- | ---------- |
| 1     | Florian Orth (LG Telis Finanz Regensburg) | 28:59      |
| 2     | Amanal Petros (SV Brackwede)              | 29:06      |
| 3     | Mitku Seboka (LAC Quelle Fürth)           | 29:20      |
| 4     | Tom Gröschel (TC FIKO Rostock)            | 29:59      |
| 5     | Tobias Blum (LG Telis Finanz Regensburg)  | 30:15      |
| 6     | Getachew Endisu Etana (LAC Quelle Fürth)  | 30:22      |
| 7     | Jonas Koller (LG Telis Finanz Regensburg) | 30:26      |
| 8     | Fynn Schwiegelshohn (LG Olympia Dortmund) | 30:29      |

Datum: 11. September
fand in Hamburg statt

### 10-km-Straßenlauf, Mannschaftswertung
| Platz | Verein, Besetzung                                                             | Zeit (h) |
| ----- | ----------------------------------------------------------------------------- | -------- |
| 1     | LG Telis Finanz Regensburg 1 (Florian Orth, Tobias Blum, Jonas Koller)        | 1:29:34  |
| 2     | LAC Quelle Fürth (Mitku Seboka, Getachew Endisu Etana, Joseph Katib)          | 1:30:14  |
| 3     | LG Telis Finanz Regensburg 2 (Tim Ramdane Cherif, Simon Boch, Felix Plinke)   | 1:32:48  |
| 4     | LG Olympia Dortmund (Fynn Schwiegelshohn, Fabian Dillenhöfer, Patric Meinike) | 1:33:43  |
| 5     | SV Brackwede (Amanal Petros, Stanley Kipkogei, Hendrik Pohle)                 | 1:34:21  |
| 6     | SG Wenden (Christian Biele, Simon Huckestein, Nils Schäfer)                   | 1:34:37  |
| 7     | Hannover Athletics (Lars Pfeifer, Yannick Reihs, Emanuel Schoppe)             | 1:34:56  |
| 8     | Osnabrücker Turnerbund (Marius Hüpel, Maik Wollherr, Dustin Karsch)           | 1:34:58  |

Datum: 11. September
fand in Hamburg statt

### Halbmarathon
| Platz | Athlet, Verein                            | Zeit (h) |
| ----- | ----------------------------------------- | -------- |
| 1     | Mitku Seboka (LAC Quelle Fürth)           | 1:05:05  |
| 2     | Ejob Solomun (SG Wenden)                  | 1:05:17  |
| 3     | Jonas Koller (LG Telis Finanz Regensburg) | 1:05:25  |
| 4     | Vitaliy Rybak (Ayyo-Team Essen)           | 1:05:51  |
| 5     | Tobias Blum (LG Telis Finanz Regensburg)  | 1:05:55  |
| 6     | Kilian Schreiner (ASC 1990 Breidenbach)   | 1:06:22  |
| 7     | Thorben Dietz (LG Dorsten)                | 1:06:32  |
| 8     | Tobias Schreindl (LG Passau)              | 1:06:45  |

Datum: 23. April
fand in Bad Liebenzell statt

### Halbmarathon, Mannschaftswertung
| Platz | Verein, Besetzung                                                                    | Zeit (h) |
| ----- | ------------------------------------------------------------------------------------ | -------- |
| 1     | LG Telis Finanz Regensburg (Jonas Koller, Tobias Blum, Tim Ramdane)                  | 3:18:27  |
| 2     | LG Dorsten (Thorben Dietz, Yannick Duppich, Andreas Keil-Forneck)                    | 3:27:00  |
| 3     | LG Region Karlsruhe (Frederik Unewisse, Lucas Bittigkoffer, Joshua Sickinger)        | 3:27:38  |
| 4     | LG Telis Finanz Regensburg (Valentin Unterholzner, Nico Matysik, Sebastian Viehbeck) | 3:28:54  |
| 5     | LG Passau (Tobias Schreindl, Marco Bscheidl, Giovani Gonzalez)                       | 3:30:44  |
| 6     | LAC Quelle Fürth (Mitku Seboka, Joseph Katib, Björn Day)                             | 3:32:01  |
| 7     | LAZ Rhede (Jonathan Kolks, Marcel Eckers, Stefan Ritte)                              | 3:32:16  |
| 8     | LG Stadtwerke München (Florian Pasztor, Johannes Hillebrand, Michael Walter)         | 3:33:39  |

Datum: 23. April
fand in Bad Liebenzell statt

### Marathon
| Platz | Athlet, Verein                            | Zeit (h) |
| ----- | ----------------------------------------- | -------- |
| 1     | Marcus Schöfisch (SC DHfK Leipzig)        | 2:20:12  |
| 2     | Tobias Schreindl (LG Passau)              | 2:20:38  |
| 3     | Jannik Ernst (TV Waldstraße Wiesbaden)    | 2:21:22  |
| 4     | Andreas Straßner (Asics Team Memmert)     | 2:21:35  |
| 5     | Benedikt Hoffmann (TSG 1845 Heilbronn)    | 2:21:43  |
| 6     | Jonas Koller (LG Telis Finanz Regensburg) | 2:21:56  |
| 7     | Michael Schramm (LAV Stadtwerke Tübingen) | 2:22:33  |
| 8     | Frederick Unewisse (LG Region Karlsruhe)  | 2:22:45  |

Datum: 30. Oktober
fand im Rahmen des im Rahmen des Frankfurt-Marathons statt

### Marathon, Mannschaftswertung
| Platz | Verein, Besetzung                                                              | Zeit (h) |
| ----- | ------------------------------------------------------------------------------ | -------- |
| 1     | Asics Team Memmert (Andreas Straßner, Sebastian Reinwand, Simon Stützel)       | 7:11:03  |
| 2     | TSG 1845 Heilbronn (Benedikt Hoffmann, Holger Freudenberger, Markus Häcker)    | 7:24:57  |
| 3     | LAV Stadtwerke Tübingen (Michael Schramm, Christoph Dreser, Dr. Matthias Koch) | 7:25,23  |
| 4     | LG Passau (Tobias Schreindl, Maximilian Fuchs, Giov Gonzalez Popoca / Mexiko)  | 7:25:30  |
| 5     | 1. VfL Fortuna Marzahn (Philipp Hoffmann, Felix Ledwig, Tobias Singer)         | 7:31:19  |
| 6     | SC DHfK Leipzig (Marcus Schöfisch, Sebastian Nitsche, Roberto Schumann)        | 7:42:09  |
| 7     | LAC Quelle Fürth (Eike Loch, Dominik Mages, Jens Miesen)                       | 7:43:24  |
| 8     | LG Region Karlsruhe (Frederick Unewisse, Karsten Müller, Alexander Sutschet)   | 7:45:36  |

Datum: 30. Oktober
fand im Rahmen des im Rahmen des Frankfurt-Marathons statt

### 100-km-Straßenlauf
| Platz | Athlet, Verein                                    | Zeit (h) |
| ----- | ------------------------------------------------- | -------- |
| 1     | André Collet (Aachener TG)                        | 6:55:27  |
| 2     | Michael Sommer (Eichenkreuz Schwaikheim)          | 7:15:54  |
| 3     | Alexander Dautel (LG Nord Berlin)                 | 7:16:58  |
| 4     | Thomas Klingenberger (Laufgemeinschaft Ultralauf) | 7:29:18  |
| 5     | Christian Jakob (SV Schwindegg)                   | 7:38:45  |
| 6     | Michael Ohler (TSV Kandel)                        | 7:47:17  |
| 7     | Dirk Kiwus (LG Nord Berlin)                       | 7:58:44  |
| 8     | Klaus Bensching (LSG Weiher)                      | 8:05:34  |

Datum: 20. August
fand in Leipzig statt

### 100-km-Straßenlauf, Mannschaftswertung
| Platz | Verein, Besetzung                                                            | Zeit (h) |
| ----- | ---------------------------------------------------------------------------- | -------- |
| 1     | LG Nord Berlin (Alexander Dautel, Dirk Kiwus, Benjamin Brade)                | 23:45:08 |
| 2     | Laufgemeinschaft Ultralauf 1 (Thomas Klingenberger, Yves König, Stefan Daum) | 24:33:31 |
| 3     | Eichenkreuz Schwaikheim (Michael Sommer, Andreas Maisch, Uli Lorenzen)       | 25:24:47 |
| 4     | SV Schwindegg (Christian Jakob, Rainer Leyendecker, Stephen Schöndorf)       | 26:21:05 |
| 5     | Laufgemeinschaft Ultralauf 2 (Falk Sittner, Peter Hübner, Walter Hösch)      | 29:02:10 |
| 6     | Lauffeuer Fröttstädt (Peter Flock, Aurel Weber, Frank Aust)                  | 29:05:20 |
| 7     | Laufclub Blueliner (André Schneider, Ernst Riemann, Michael Richter)         | 30:19:53 |
| 8     | LC Auensee Leipzig (Volker Jahn, Ralph Hermsdorf, Thomas Egerland)           | 32:24:04 |

Datum: 20. August
fand in Leipzig statt

### 110 m Hürden
| Platz | Athlet, Verein                                   | Zeit (s) |
| ----- | ------------------------------------------------ | -------- |
| 1     | Matthias Bühler (TSG 1862 Weinheim)              | 13,44    |
| 2     | Gregor Traber (VfB Stuttgart)                    | 13,47    |
| 3     | Alexander John (SC DHfK Leipzig)                 | 13,48    |
| 4     | Maximilian Bayer (SC DHfK Leipzig)               | 13,61    |
| 5     | Erik Balnuweit (SC DHfK Leipzig)                 | 13,63    |
| 6     | Julian Marquart (SV Halle)                       | 13,86    |
| 7     | David Klöckner (LAZ Rhede)                       | 14,09    |
| 8     | René Jonathan Mählmann (LAZ Saar 05 Saarbrücken) | 14,27    |

Datum: 18. Juni
Wind: +0,3 m/s

### 400 m Hürden
| Platz | Athlet, Verein                              | Zeit (s) |
| ----- | ------------------------------------------- | -------- |
| 1     | Felix Franz (LG Neckar-Enz)                 | 50,42    |
| 2     | Tobias Giehl (LG Stadtwerke München)        | 50,49    |
| 3     | Florian Handt (LV 90 Erzgebirge)            | 50,94    |
| 4     | Joshua Abuaku (LAV Oberhausen)              | 51,43    |
| 5     | Christian Heimann (LAZ Puma Rhein-Sieg)     | 51,77    |
| 6     | Georg Fleischhauer (LG Eintracht Frankfurt) | 52,26    |
| 7     | Nils Weispfennig (TSV Bayer 04 Leverkusen)  | 53,06    |
| DNS   | Jonas Hanßen (SC Myhl)                      |          |

Datum: 19. Juni

### 3000 m Hindernis
| Platz | Athlet, Verein                               | Zeit (min) |
| ----- | -------------------------------------------- | ---------- |
| 1     | Hannes Liebach (SCC Berlin)                  | 8:45,50    |
| 2     | Patrick Karl (TV Ochsenfurt)                 | 8:45,98    |
| 3     | Martin Grau (LSC Höchstadt/Aisch)            | 8:48,97    |
| 4     | Fabian Clarkson (SCC Berlin)                 | 8:49,26    |
| 5     | Nico Sonnenberg (LG Eintracht Frankfurt)     | 8:49,54    |
| 6     | Konstantin Wedel (LAC Quelle Fürth)          | 8:58,75    |
| 7     | Johannes Motschmann (SC Magdeburg)           | 9:01,75    |
| 8     | Philipp Reinhardt (Leichtathletik Club Jena) | 9:03,44    |

Datum: 19. Juni

### 4 × 100 m Staffel
| Platz | Verein, Besetzung                                                                           | Zeit (s) |
| ----- | ------------------------------------------------------------------------------------------- | -------- |
| 1     | TV Wattenscheid 01 (Maximilian Ruth, Robin Erewa, Maurice Huke, Julian Reus)                | 39,48    |
| 2     | TSV Bayer 04 Leverkusen (Nico Menzel, Lukas Blechschmidt, Kai Köllmann, Thorben Blech)      | 40,08    |
| 3     | MTG Mannheim (Fabian Manke-Reimers, Patrick Domogala, Jonas Kriesamer, Florian Hochdörffer) | 40,35    |
| 4     | LG Rhein-Wied (Roger Gurski, Hendrik Reinhardt, Pascal Kirstges, Kai Kazmirek)              | 40,41    |
| 5     | VfL Sindelfingen (Carsten Theurer, Romed Guischard, Deniz Almas, Johannes Wiesner)          | 40,48    |
| 6     | LT DSHS Köln (Daniel Kölsch, Luca Willmann, Jens Faßbender, Robert Polkowski)               | 40,72    |
| 7     | Wiesbadener LV (Nils Keßler, Florian Daum, Michael Pohl, Mario Vogel)                       | 41,00    |
| 8     | LG Ovag Friedberg-Fauerbach (Gordon Porsch, Lars Hieronymi, Steven Müller, Sven Vesmanis)   | 41,44    |

Datum: 18. Juni
Die Reihenfolge dieser Staffel wurde mittels dreier Zeitendläufe ermittelt.

### 4 × 400 m Staffel
| Platz | Verein, Besetzung                                                                                        | Zeit (min) |
| ----- | --- | ---------- |
| 1     | LG Stadtwerke München (Benedikt Wiesend, Johannes Trefz, Laurin Walter, Tobias Giehl)                    | 3:10,84    |
| 2     | VfL Eintracht Hannover (Jannik Rehbein, Lenn Mügge, Marcin Jablonski, Alexander Juretzko)                | 3:10,92    |
| 3     | Stg. Schlüchtern-Flieden-Obertshausen (Aleksi Rösler, Jaakkima Rösler, Eric Herbert, Constantin Schmidt) | 3:13,02    |
| 4     | TSG Bergedorf (Alexander Neblung, Sören Gnoss, Maximilian Eichholz, Jakob Krempin)                       | 3:13,06    |
| 5     | LG Nord Berlin (Mark Dobrzykowski, Marc Koch, Marcel Matthäs, Johannes Wuthe)                            | 3:13,61    |
| 6     | TSV Bayer 04 Leverkusen (Nils Weispfennig, Hendrik Essers, Robin Schembera, Tobias Lange)                | 3:14,66    |
| 7     | VfL Sindelfingen (Yannik Frers, Alexander Schif, Patrick Oehler, Luca Randazzo)                          | 3:15,64    |
| 8     | LG Unterlüßfaßbergoldendorf (Martin Schmalz, Laurin Forstreuter, Ole Böhl, Robert Sievert)               | 3:16,72    |

Datum: 19. Juni
Die Reihenfolge dieser Staffel wurde durch zwei Zeitendläufe ermittelt.

### 3 × 1000 m Staffel
| Platz | Verein, Besetzung                                                                    | Zeit (min) |
| ----- | ------------------------------------------------------------------------------------ | ---------- |
| 1     | LG Telis Finanz Regensburg (Gabriel Genck, Florian Orth, Benedikt Huber)             | 7:08,14    |
| 2     | LG Braunschweig (Viktor Kuk, Andreas Lange, Sören Ludolph)                           | 7:08,57    |
| 3     | LG Region Karlsruhe (Holger Körner, Felix Wammetsberger, Christoph Kessler)          | 7:08,65    |
| 4     | StG Sympathie-Sprinter-Berlin (Sebastian Schenk, Micha Heidenreich, Michael Schäfer) | 7:13,06    |
| 5     | TV Wattenscheid 01 (Martin Bischoff, Jonas Beverungen, Marius Probst)                | 7:13,41    |
| 6     | StG Alb-Schorndorf-Zell (Marc Corin Steinsberger, Randy Bögelspacher, Marcel Fehr)   | 7:19,11    |
| 7     | Hamburger SV (Lennart Jordan, Mathias Jarck, Tim Hoenig)                             | 7:20,29    |
| 8     | LG VfL/SSG Bensheim (Tano Marth, Marko Arthofer, Ruben Zillig)                       | 7:20,75    |

Datum: 31 Juli
fand in Mönchengladbach-Rheydt im Rahmen der Deutschen Jugendmeisterschaften statt
Die Reihenfolge dieser Staffel wurde durch zwei Zeitendläufe ermittelt.

### 10.000-m-Bahngehen
| Platz | Athlet, Verein                      | Zeit (min) |
| ----- | ----------------------------------- | ---------- |
| 1     | Christopher Linke (SC Potsdam)      | 38:40,25   |
| 2     | Carl Dohmann (SCL Heel Baden-Baden) | 40:06,44   |
| 3     | Nathaniel Seiler (TV Bühlertal)     | 41:15,57   |
| 4     | Jonathan Hilbert (LG Ohra Energie)  | 42:07,22   |
| 5     | Steffen Borsch (SV Halle)           | 44:32,78   |

Datum: 11. Juni
fand in Bühlertal statt
nur 5 Teilnehmer in der Wertung

### 20-km-Gehen
| Platz | Athlet, Verein                              | Zeit (h) |
| ----- | ------------------------------------------- | -------- |
| 1     | Christopher Linke (SC Potsdam)              | 1:21:14  |
| 2     | Hagen Pohle (SC Potsdam)                    | 1:22:34  |
| 3     | Andreas Janker (LG Röthenbach/Pegnitz)      | 1:27:04  |
| 4     | Jonathan Hilbert (LG Ohra Energie)          | 1:28:15  |
| 5     | Nathaniel Seiler (TV Bühlertal)             | 1:29:22  |
| 6     | Karl Junghannß (Erfurter LAC)               | 1:32:54  |
| 7     | Francesco-Marco Tommasino (LG Nord Berlin)  | 1:42:18  |
| 8     | Hermann-Josef Stefes (Mönchengladbacher LG) | 1:45:12  |

Datum: 22. Mai
fand in Naumburg statt

### 50-km-Gehen
| Platz | Athlet, Verein                         | Zeit (h) |
| ----- | -------------------------------------- | -------- |
| 1     | Carl Dohmann (SCL Heel Baden-Baden)    | 3:47:57  |
| 2     | Karl Junghannß (Erfurter LAC)          | 3:52:46  |
| 3     | Nathaniel Seiler (TV Bühlertal)        | 3:58:03  |
| 4     | Andreas Janker (LG Röthenbach/Pegnitz) | 4:11:45  |
| 5     | Jonathan Hilbert (LG Ohra Energie)     | 1:29:22  |
| DNF   | Karl Junghannß (Erfurter LAC)          |          |

Datum: 8. Oktober
fand in Andernach statt
nur 5 Teilnehmer

### Hochsprung
| Platz | Athlet, Verein                                | Höhe (m) |
| ----- | --------------------------------------------- | -------- |
| 1     | Eike Onnen (Hannover 96)                      | 2,20     |
| 2     | Alexander Klintworth (LG Kreis Nord Stade)    | 2,10     |
| 3     | Tim Schenker (LAC Erdgas Chemnitz)            | 2,10     |
| 4     | Falk Wendrich (LAZ Soest)                     | 2,10     |
| 5     | Martin Günther (LG Eintracht Frankfurt)       | 2,10     |
| 5     | Kai Kazmirek (LG Rhein-Wied)                  | 2,10     |
| 5     | David Nopper (LAZ Salamander Kornwestheim/LB) | 2,10     |
| 8     | Tobias Poyte (LG Stadtwerke München)          | 2,10     |

Datum: 18. Juni

### Stabhochsprung
| Platz | Athlet, Verein                              | Höhe (m) |
| ----- | ------------------------------------------- | -------- |
| 1     | Tobias Scherbarth (TSV Bayer 04 Leverkusen) | 5,70     |
| 2     | Karsten Dilla (TSV Bayer 04 Leverkusen)     | 5,65     |
| 3     | Torben Laidig (WGL Schwäbisch Hall)         | 5,45     |
| 4     | Robin Pieper (TSV Bayer 04 Leverkusen)      | 5,35     |
| 5     | Hendrik Gruber (TSV Bayer 04 Leverkusen)    | 5,35     |
| 6     | Tom Konrad (TSV Bayer 04 Leverkusen)        | 5,15     |
| 7     | Florian Gaul (VfL Sindelfingen)             | 5,15     |
| 8     | Jonas Efferoth (TSV Bayer 04 Leverkusen)    | 5,15     |

Datum: 19. Juni

### Weitsprung
| Platz | Athlet, Verein                            | Weite (m) |
| ----- | ----------------------------------------- | --------- |
| 1     | Alyn Camara (TSV Bayer 04 Leverkusen)     | 7,92      |
| 2     | Fabian Heinle (VfB Stuttgart)             | 7,91      |
| 3     | Jan Uder (LAZ Saar 05 Saarbrücken)        | 7,70      |
| 4     | Marcel Kirstges (LAZ Saar 05 Saarbrücken) | 7,68      |
| 5     | Vincent Vogel (LAC Erdgas Chemnitz)       | 7,50      |
| 6     | Florian Oswald (TSG 1862 Weinheim)        | 7,45      |
| 7     | Gianni Seeger (TSV Gomaringen)            | 7,36      |
| 8     | Stephan Hartmann (LG Nord Berlin)         | 7,34      |

Datum: 19. Juni
Den weitesten Sprung erzielte wieder einmal Markus Rehm, der mit seiner Beinprothese im letzten Durchgang auf 7,95 m kam und als Sieger der getrennten Wertung geehrt wurde. „Es war schön, hier mitspringen zu können“, sagte der Weltrekordler seiner Klasse.

### Dreisprung
| Platz | Athlet, Verein                        | Weite (m) |
| ----- | ------------------------------------- | --------- |
| 1     | Max Heß (LAC Erdgas Chemnitz)         | 17,06     |
| 2     | Martin Jasper (VfB Stuttgart)         | 16,55     |
| 3     | Marcel Kornhardt (ASV Erfurt)         | 16,47     |
| 4     | Raúl Spank (LG Nord Berlin)           | 16,37     |
| 5     | Christoph Garritsen (Preußen Münster) | 16,27     |
| 6     | Benjamin Bauer (LAC Erdgas Chemnitz)  | 15,90     |
| 7     | Martin Seiler (ABC Ludwigshafen)      | 15,88     |
| 8     | Felix Wenzel (SC Potsdam)             | 15,70     |

Datum: 18. Juni

### Kugelstoßen
| Platz | Athlet, Verein                                | Weite (m) |
| ----- | --------------------------------------------- | --------- |
| 1     | David Storl (SC DHfK Leipzig)                 | 20,75     |
| 2     | Tobias Dahm (VfL Sindelfingen)                | 20,38     |
| 3     | Patrick Müller (SC Neubrandenburg)            | 18,86     |
| 4     | Dennis Lewke (SC Magdeburg)                   | 18,81     |
| 5     | Christian Jagusch (SC Neubrandenburg)         | 18,62     |
| 6     | Bodo Göder (SR Yburg Steinbach)               | 18,54     |
| 7     | Jan Josef Jeuschede (TSV Bayer 04 Leverkusen) | 16,13     |
| 8     | Leonid Ekimov (TV Wattenscheid 01)            | 17,96     |

Datum: 18. Juni

### Diskuswurf
| Platz | Athlet, Verein                             | Weite (m) |
| ----- | ------------------------------------------ | --------- |
| 1     | Robert Harting (SCC Berlin)                | 68,04     |
| 2     | Christoph Harting (SCC Berlin)             | 66,41     |
| 3     | Daniel Jasinski (TV Wattenscheid 01)       | 65,18     |
| 4     | Martin Wierig (SC Magdeburg)               | 64,51     |
| 5     | David Wrobel (SC Magdeburg)                | 63,51     |
| 6     | Markus Münch (SC Potsdam)                  | 62,34     |
| 7     | Henning Prüfer (SC Potsdam)                | 60,89     |
| 8     | Benedikt Steinen (TSV Bayer 04 Leverkusen) | 56,80     |

Datum: 19. Juni

### Hammerwurf
| Platz | Athlet, Verein                                    | Weite (m) |
| ----- | ------------------------------------------------- | --------- |
| 1     | Alexander Ziegler (SV Thurn und Taxis Dischingen) | 72,50     |
| 2     | Garland Porter (LG Eintracht Frankfurt)           | 71,00     |
| 3     | Paul Hützen (TSV Bayer 04 Leverkusen)             | 70,56     |
| 4     | Johannes Bichler (LG Stadtwerke München)          | 70,43     |
| 5     | Andreas Sahner (LC Rehlingen)                     | 69,93     |
| 6     | Simon Lang (LG Stadtwerke München)                | 69,48     |
| 7     | Alexej Mikhailov (Hannover 96)                    | 68,03     |
| 8     | Tristan Schwandke (TV Hindelang)                  | 67,63     |

Datum: 19. Juni

### Speerwurf
| Platz | Athlet, Verein                        | Weite (m) |
| ----- | ------------------------------------- | --------- |
| 1     | Thomas Röhler (LC Jena)               | 86,81     |
| 2     | Julian Weber (USC Mainz)              | 83,79     |
| 3     | Andreas Hofmann (MTG Mannheim)        | 81,98     |
| 4     | Johannes Vetter (LG Offenburg)        | 81,38     |
| 5     | Lars Hamann (Dresdner SC)             | 80,71     |
| 6     | Bernhard Seifert (SC Potsdam)         | 75,13     |
| 7     | Jonas Bonewit (LG Stadtwerke München) | 72,47     |
| 8     | Marian Spannowsky (TuS Metzingen)     | 72,04     |

Datum: 18. Juni

### Zehnkampf
| Platz | Athlet, Verein                        | Leistung (Pkte) |
| ----- | ------------------------------------- | --------------- |
| 1     | Felix Hepperle (LG Neckar-Enz)        | 7461            |
| 2     | Christoph Lange (TS Herzogenaurach)   | 7253            |
| 3     | Marvin Gregor (LC Paderborn)          | 7202            |
| 4     | Mathias Brugger (SSV Ulm 1846)        | 7114            |
| 5     | Florian Obst (TV Emmering)            | 7109            |
| 6     | Armin Treichel (TV Wattenscheid 01)   | 7022            |
| 7     | André Düsterhöft (LG Kreis Gütersloh) | 6895            |
| 8     | Raúl Spank (LG Nord Berlin)           | 6744            |

Datum: 13./14. August
fand in Kienbaum statt

### Zehnkampf, Mannschaftswertung
| Platz | Verein, Besetzung                                                         | Leistung (Pkte) |
| ----- | ------------------------------------------------------------------------- | --------------- |
| 1     | TSV Bayer 04 Leverkusen (Torben Blech, Niklas Ransiek, Alexander Everts)  | 21.978          |
| 2     | LG Region Karlsruhe (Nils Kruse, Manuel Retzbach, Stefan Kohler)          | 20.184          |
| 3     | LG Stadtwerke München (Jakob Siebler, Thomas Rieger, Benjamin Thomsen)    | 18.931          |
| 4     | LG Leinfelden-Echterdingen (Tobias Kaiser, Yannick Brümmer, Dominik Comi) | 16.323          |

Datum: 13./14. August
fand in Kienbaum statt
nur 4 Mannschaften in der Wertung

### CrosslaufMittelstrecke –4,5 km
| Platz | Athlet, Verein                              | Zeit (min) |
| ----- | ------------------------------------------- | ---------- |
| 1     | Florian Orth (LG Telis Finanz Regensburg)   | 14:06      |
| 2     | Timo Benitz (LG farbtex Nordschwarzwald)    | 14:17      |
| 3     | Martin Grau (LSC Höchstadt/Aisch)           | 14:27      |
| 4     | Jannik Arbogast (LG Region Karlsruhe)       | 14:32      |
| 5     | Jan Lukas Becker (LG Region Karlsruhe)      | 14:33      |
| 6     | Bastian Grau (LSC Höchstadt/Aisch)          | 14:34      |
| 7     | Marc Corin Steinsberger (TV Zell am Neckar) | 14:36      |
| 8     | Lars Pfeifer (Hannover Athletics)           | 14:41      |

Datum: 5. März
fand in Herten statt

### CrosslaufMittelstrecke –4,5 km, Mannschaftswertung
| Platz | Verein, Besetzung                                                                 | Platzziffer |
| ----- | --------------------------------------------------------------------------------- | ----------- |
| 1     | LG Telis Finanz Regensburg (Florian Orth, Jonas Koller, Felix Plinke)             | 020         |
| 2     | LSC Höchstadt/Aisch (Martin Grau, Bastian Grau, Niklas Bühner)                    | 023         |
| 3     | LG Region Karlsruhe (Jannik Arbogast, Jan Lukas Becker, Joshua Sickinger)         | 024         |
| 4     | LG farbtex Nordschwarzwald I (Timo Benitz, Christoph Lohse, Dominic Müller)       | 040         |
| 5     | LAV Stadtwerke Tübingen (Lorenz Baum, Jan Hoffmann, Christoph Dreser)             | 055         |
| 6     | LG Zusam (Tobias Gröbl, Johannes Estner, Mario Leser)                             | 061         |
| 7     | LG farbtex Nordschwarzwald II (Alexander Pütsch, Tobias Giering, Marcel Lutterer) | 102         |
| 8     | Hannover Athletics (Lars Pfeifer, Emanuel Schoppe, Alexander Bley)                |             |

Datum: 5. März
fand in Herten statt

### CrosslaufLangstrecke –10,4 km
| Platz | Athlet, Verein                             | Zeit (min) |
| ----- | ------------------------------------------ | ---------- |
| 1     | Richard Ringer (VfB LC Friedrichshafen)    | 32:30      |
| 2     | Mitku Seboka (LAC Quelle Fürth)            | 32:56      |
| 3     | Karsten Meier (LG Braunschweig)            | 33:08      |
| 4     | Konstantin Wedel (LAC Quelle Fürth)        | 33:22      |
| 5     | Eyob Solomun (SG Wenden)                   | 33:26      |
| 6     | Vitaliy Rybak (Ayyo-Team Essen)            | 33:28      |
| 7     | Filimon Abraham (LG Festina Rupertiwinkel) | 33:50      |
| 8     | Thorben Dietz (LG Dorsten)                 | 33:50      |

Datum: 5. März
fand in Herten statt

### CrosslaufLangstrecke –10,4 km, Mannschaftswertung
| Platz | Verein, Besetzung                                                              | Platzziffer |
| ----- | ------------------------------------------------------------------------------ | ----------- |
| 1     | LAC Quelle Fürth (Mitku Seboka, Konstantin Wedel, Joseph Katib)                | 29          |
| 2     | LG Dorsten (Thorben Dietz, Yannik Duppich, Andreas Keil-Forneck)               | 46          |
| 3     | SG Wenden (Ejob Solomun, Simon Huckestein, Nils Schäfer)                       | 50          |
| 4     | LG Braunschweig (Karsten Meier, Viktor Kuk, Florian Pehrs)                     | 53          |
| 5     | PSV Grün-Weiß Kassel (Ybekal Daniel Berye / Äthiopien, Jens Nerkamp, Tom Ring) | 55          |
| 6     | LG Olympia Dortmund (Fabian Dillenhöfer, Frank Meier, Patric Meinike)          | 66          |
| 7     | LC Rapid Dortmund (Sascha van Staa, Karsten Reichold, Philipp Gröner)          | 91          |
| 8     | Ayyo-Team Essen (Vitaliy Rybak, Björn Tertünte, Selami Celik)                  | 92          |

Datum: 5. März
fand in Herten statt

### Berglauf
| Platz | Athlet, Verein                         | Zeit (min) |
| ----- | -------------------------------------- | ---------- |
| 1     | Toni Lauterbacher (LC Tölzer Land)     | 40:36      |
| 2     | Jonas Lehmann (TuS Heltersberg)        | 40:48      |
| 3     | Benedikt Hoffmann (TSG 1845 Heilbronn) | 41:24      |
| 4     | Timo Zeiler (LG Brandenkopf)           | 41:43      |
| 5     | Yossief Tekle (LG Reischenau-Zusamtal) | 41:57      |
| 6     | Andreas Seewald (Ski-Club Gaissach)    | 42:01      |
| 7     | Maximilian Zeus (DJK Weiden)           | 42:08      |
| 8     | Bruno Schumi (LG Brandenkopf)          | 42:12      |

Datum: 7. August
fand in Schwangau statt

### Berglauf, Mannschaftswertung
| Platz | Verein, Besetzung                                                          | Zeit (h) |
| ----- | -------------------------------------------------------------------------- | -------- |
| 1     | TuS Heltersberg (Jonas Lehmann, Matthias Hecktor, Tim Könnel)              | 2:08:12  |
| 2     | LAC Quelle Fürth (Konstantin Wedel, Patrick Weiler, Joseph Katib)          | 2:11:02  |
| 3     | LG Brandenkopf (Timo Zeiler, Bruno Schumi, David Mild)                     | 2:11:13  |
| 4     | LG Region Karlsruhe (Fabian Lutz, Daniel Debertin, Erik Döhler)            | 2:12:30  |
| 5     | SVO Leichtathletik Germaringen (Konrad Lex, Rupert Stredele, Michael Laur) | 2:15:21  |
| 6     | LG Wettenberg (Andrew Liston, Thomas Kühlmann, Philipp Müller)             | 2:15:42  |
| 7     | PTSV Rosenheim (Stefan Knopf, John Mooney, Winfried Huber)                 | 2:15:53  |
| 8     | SSC Hanau-Rodenbach (Jörn Harland, Julius Hild, Thomas Seibert)            | 2:16:38  |

Datum: 7. August
fand in Schwangau statt

## Meisterschaftsresultate Frauen

### 100 m
| Platz | Athletin, Verein                   | Zeit (s) |
| ----- | ---------------------------------- | -------- |
| 1     | Tatjana Pinto (LC Paderborn)       | 11,22    |
| 2     | Lisa Mayer (LG Langgöns/Oberkleen) | 11,34    |
| 3     | Rebekka Haase (LV 90 Erzgebirge)   | 11,45    |
| 4     | Alexandra Burghardt (MTG Mannheim) | 11,51    |
| 5     | Yasmin Kwadwo (MTG Mannheim)       | 11,54    |
| 6     | Janina Kölsch (LC Paderborn)       | 11,59    |
| 7     | Inna Weit (ART Düsseldorf)         | 11,63    |
| 8     | Josefina Elsler (LC Paderborn)     | 11,67    |

Datum: 18. Juni
Wind: −2,1 m/s

### 200 m
| Platz | Athletin, Verein                          | Zeit (s) |
| ----- | ----------------------------------------- | -------- |
| 1     | Gina Lückenkemper (LG Olympia Dortmund)   | 22,84    |
| 2     | Lisa Mayer (LG Langgöns/Oberkleen)        | 22,87    |
| 3     | Nadine Gonska (MTG Mannheim)              | 23,03    |
| 4     | Rebekka Haase (LV 90 Erzgebirge)          | 23,47    |
| 5     | Inna Weit (ART Düsseldorf)                | 23,56    |
| 6     | Cindy Roleder (SC DHfK Leipzig)           | 23,57    |
| 7     | Lara Matheis (TSG Gießen-Wieseck)         | 23,97    |
| 8     | Anne Christina Haack (TV Wattenscheid 01) | 23,98    |

Datum: 19. Juni
Wind: −0,5 m/s

### 400 m
| Platz | Athletin, Verein                          | Zeit (s) |
| ----- | ----------------------------------------- | -------- |
| 1     | Ruth Sophia Spelmeyer (VfL Oldenburg)     | 52,17    |
| 2     | Friederike Möhlenkamp (LT DSHS Köln)      | 52,91    |
| 3     | Laura Müller (LC Rehlingen)               | 53,03    |
| 4     | Lara Hoffmann (LT DSHS Köln)              | 53,17    |
| 5     | Daniela Ferenz (LG Neckar-Enz)            | 53,94    |
| 6     | Julia Schaefers (TSV Bayer 04 Leverkusen) | 54,39    |
| 7     | Ann-Kathrin Kopf (TSV Otterndorf)         | 54,51    |
| 8     | Lena Naumann (LT DSHS Köln)               | 55,03    |

Datum: 19. Juni

### 800 m
| Platz | Athletin, Verein                              | Zeit (min) |
| ----- | --------------------------------------------- | ---------- |
| 1     | Christina Hering (LG Stadtwerke München)      | 2:02,19    |
| 2     | Fabienne Kohlmann (LG Karlstadt-Gambach-Lohr) | 2:03,15    |
| 3     | Tanja Spill (LAV Bayer Uerdingen/Dormagen)    | 2:03,71    |
| 4     | Alina Ammann (TuS Esingen)                    | 2:04,26    |
| 5     | Mareen Kalis (LG Stadtwerke München)          | 2:05,52    |
| 6     | Sarah Schmidt (LAZ Mönchengladbach)           | 2:05,66    |
| 7     | Christine Gess (LG Stadtwerke München)        | 2:06,59    |
| 8     | Christina Zwirner (TV Wattenscheid 01)        | 2:06,76    |

Datum: 19. Juni

### 1500 m
| Platz | Athletin, Verein                                  | Zeit (min) |
| ----- | ------------------------------------------------- | ---------- |
| 1     | Konstanze Klosterhalfen (TSV Bayer 04 Leverkusen) | 4:07,92    |
| 2     | Maren Kock (LG Telis Finanz Regensburg)           | 4:11,89    |
| 3     | Diana Sujew (LG Eintracht Frankfurt)              | 4:12,27    |
| 4     | Caterina Granz (LG Nord Berlin)                   | 4:14,01    |
| 5     | Denise Krebs (TV Wattenscheid 01)                 | 4:15,39    |
| 6     | Julia Kick (LG Telis Finanz Regensburg)           | 4:16,98    |
| 7     | Hanna Klein (SG Schorndorf)                       | 4:17,22    |
| 8     | Anne Kesselring (LAC Quelle Fürth)                | 4:17,71    |

Datum: 19. Juni

### 5000 m
| Platz | Athletin, Verein                           | Zeit (min) |
| ----- | ------------------------------------------ | ---------- |
| 1     | Fate Tola (LG Braunschweig)                | 15:30,35   |
| 2     | Agata Strausa (LT Haspa Marathon Hamburg)  | 16:07,39   |
| 3     | Anna Gehring (Sport-Club Itzehoe)          | 16:09,95   |
| 4     | Regina Högl (LG Region Landshut)           | 16:23,83   |
| 5     | Luisa Boschan (LG Telis Finanz Regensburg) | 16:25,66   |
| 6     | Sarah Kistner (MTV Kronberg)               | 16:26,17   |
| 7     | Domenika Mayer (LAC Quelle Fürth)          | 16:33,35   |
| 8     | Melina Tränkle (LG Region Karlsruhe)       | 16:39,21   |

Datum: 19. Juni

### 10.000 m
| Platz | Athletin, Verein                             | Zeit (min) |
| ----- | -------------------------------------------- | ---------- |
| 1     | Sabrina Mockenhaupt (LG Sieg)                | 32:40,80   |
| 2     | Laura Hottenrott (GSV Eintracht Baunatal)    | 33:43,41   |
| 3     | Franziska Reng (LG Telis Finanz Regensburg)  | 34:23,93   |
| 4     | Mayada Al-Sayad (VfL Fortuna Marzahn)        | 34:48,07   |
| 5     | Kerstin Stephan (LC Olympia Wiesbaden)       | 35:47,93   |
| 6     | Carolin Aehling (LG Telis Finanz Regensburg) | 35:57,05   |
| 7     | Inga Hundeborn (Solinger LC)                 | 36:03,50   |
| 8     | Tanja Grießbaum (LG Rülzheim)                | 36:45,40   |

Datum: 7. Mai
fand in Celle statt

### 10-km-Straßenlauf
| Platz | Athletin, Verein                                 | Zeit (min) |
| ----- | ------------------------------------------------ | ---------- |
| 1     | Melat Yisak Kejeta (PSV Grün-Weiß Kassel)        | 33:19      |
| 2     | Melina Tränkle (LG Region Karlsruhe)             | 34:14      |
| 3     | Jana Sussmann (Lauf Team Haspa Marathon Hamburg) | 34:23      |
| 4     | Laura Hottenrott (GSV Eintracht Baunatal)        | 34:45      |
| 5     | Thea Heim (LG Telis Finanz Regensburg)           | 34:52      |
| 6     | Agata Strausa (Lauf Team Haspa Marathon Hamburg) | 34:52      |
| 7     | Fabienne Amrhein (MTG Mannheim)                  | 34:56      |
| 8     | Regina Högl (LG Region Landshut)                 | 35:01      |

Datum: 11. September
fand in Hamburg statt

### 10-km-Straßenlauf, Mannschaftswertung
| Platz | Verein, Besetzung                                                                | Zeit (h) |
| ----- | -------------------------------------------------------------------------------- | -------- |
| 1     | Lauf Team Haspa Marathon Hamburg (Jana Sussmann, Agata Strausa, Mona Stockhecke) | 1:44:11  |
| 2     | PSV Grün-Weiß Kassel (Melat Yisak Kejeta, Anna Starostzik, Sewnet Asrat Ayano)   | 1:45:31  |
| 3     | LAC Quelle Fürth 1 (Domenika Mayer, Gesa Bohn, Anne Kesselring)                  | 1:46:00  |
| 4     | LG Telis Finanz Regensburg (Thea Heim, Carolin Aehling, Julia Galuschka)         | 1:46:25  |
| 5     | LG Region Karlsruhe (Melina Tränkle, Sarah Hettich, Sophia Kaiser)               | 1:48:01  |
| 6     | LAZ Puma Rhein-Sieg (Aude Salord, Maike Schön, Sigrid Bühler)                    | 1:48:08  |
| 7     | LAC Quelle Fürth 2 (Julia Hiller, Anna Schmidt, Stefanie Müller)                 | 1:50:28  |
| 8     | LG Stadtwerke München (Claire Perrin, Yvonne Kleiner, Katrin Wallner)            | 1:50:31  |

Datum: 11. September
fand in Hamburg statt

### Halbmarathon
| Platz | Athletin, Verein                                   | Zeit (h) |
| ----- | -------------------------------------------------- | -------- |
| 1     | Sabrina Mockenhaupt (LG Sieg)                      | 1:12:41  |
| 2     | Agata Strausa (Lauf Team Haspa Marathon Hamburg)   | 1:13:13  |
| 3     | Melina Tränkle (LG Region Karlsruhe)               | 1:14:09  |
| 4     | Regina Högl (LG Region Landshut)                   | 1:15:31  |
| 5     | Tanja Grießbaum (LG Rülzheim)                      | 1:15:36  |
| 6     | Luisa Boschan (LG Telis Finanz Regensburg)         | 1:15:55  |
| 7     | Veronica Hähnle-Pohl (TSG 1845 Heilbronn)          | 1:16:27  |
| 8     | Anna-Katharina Plinke (LG Telis Finanz Regensburg) | 1:17:09  |

Datum: 23. April
fand in Bad Liebenzell statt

### Halbmarathon, Mannschaftswertung
| Platz | Verein, Besetzung                                                                    | Zeit (h) |
| ----- | ------------------------------------------------------------------------------------ | -------- |
| 1     | LG Telis Finanz Regensburg I (Luisa Boschan, Anna-Katharina Plinke, Carolin Aehling) | 3:51:30  |
| 2     | LG Stadtwerke München (Felicitas Mensing, Bianca Meyer, Carola Doerries)             | 4:05:06  |
| 3     | LG Telis Finanz Regensburg II (Monika Rausch, Mira Parisek, Sarah Heuberger)         | 4:05:50  |
| 4     | SG Wenden (Christl Dörschel, Verena Dreier, Ramona Wied)                             | 4:07:20  |
| 5     | LG Region Karlsruhe (Melina Tränkle, Franziska Pfeifer, Christine Schweizer)         | 4:08:13  |
| 6     | LG Filder (Katrin Vogler, Julia Lippold, Karoline Binder)                            | 4:11:57  |
| 7     | ASC Darmstadt (Simone Raatz, Alexandra Behrens, Carin Irina Schmidt)                 | 4:17:38  |
| 8     | SWC Regensburg (Constanze Boldt, Marie Demuth, Katharina Machura)                    | 4:22:53  |

Datum: 23. April
fand in Bad Liebenzell statt

### Marathon
| Platz | Athletin, Verein                                   | Zeit (h) |
| ----- | -------------------------------------------------- | -------- |
| 1     | Fate Tola (LG Braunschweig)                        | 2:25:42  |
| 2     | Mona Stockhecke (Lauf Team Haspa Marathon Hamburg) | 2:31:30  |
| 3     | Anne Haug (LAZ Saar 05 Saarbrücken)                | 2:36:13  |
| 4     | Tinka Uphoff (Spiridon Frankfurt)                  | 2:41:35  |
| 5     | Julia Galuschka (LG Telis Finanz Regensburg)       | 2:43:06  |
| 6     | Isabel Leibfried (TSG 1845 Heilbronn)              | 2:44:22  |
| 7     | Susanne Schulze (Rhein-Berg Runners)               | 2:45:36  |
| 8     | Anna Starostzik (PSV Grün-Weiß Kassel)             | 2:47:55  |

Datum: 30. Oktober
fand im Rahmen des im Rahmen des Frankfurt-Marathons statt

### Marathon, Mannschaftswertung
| Platz | Verein, Besetzung                                                                    | Zeit (h) |
| ----- | ------------------------------------------------------------------------------------ | -------- |
| 1     | Lauf Team Haspa Marathon Hamburg (Mona Stockhecke, Denise Hoffmann, Nadine Hoffmann) | 08:33:05 |
| 2     | Spiridon Frankfurt I (Tinka Uphoff, Laura Spranz, Christina Göpfert)                 | 08:47:08 |
| 3     | Hamburger Laufladen (Annika Krull, Jana Baum, Gaby Klinkhardt)                       | 08:54:58 |
| 4     | Spiridon Frankfurt II (Astrid Gelsema, Anke Werner, Marianna Rizzuto)                | 09:34:05 |
| 5     | LAZ Saar 05 Saarbrücken (Anne Haug, Cornelia Thon, Sabine Köhler)                    | 09:48:14 |
| 6     | LSF Münster (Sophia Salzwedel, Ira Schwefer, Stephanie Hoppe)                        | 10:02:09 |
| 7     | SC DHfK Leipzig (Kathrin Bogen, Carina Schipp, Tina Laux)                            | 10:03:54 |
| 8     | TuS Deuz (Dr. Nina Caprice Löhr, Katharina Schäfers, Ulrike Pithan)                  | 10:12:48 |

Datum: 30. Oktober
fand im Rahmen des im Rahmen des Frankfurt-Marathons statt

### 100-km-Straßenlauf
| Platz | Athletin, Verein                                       | Zeit (h) |
| ----- | ------------------------------------------------------ | -------- |
| 1     | Nele Alder-Baerens (Ultra Sport Club Marburg)          | 7:29:04  |
| 2     | Branka Hajek (LAZ Salamander Kornwestheim-Ludwigsburg) | 8:15:30  |
| 3     | Susanne Kraus (PSV Grün-Weiß Kassel)                   | 8:19:44  |
| 4     | Natascha Bischoff (LSG Karlsruhe)                      | 8:25:33  |
| 5     | Evelyn Franke (LG Nord Berlin)                         | 8:43:57  |
| 6     | Ricarda Bethke (WSG81 Königs Wusterhausen)             | 9:02:30  |
| 7     | Simone Stöppler (SSC Hanau-Rodenbach)                  | 9:18:20  |
| 8     | Antje Krause (Ultra Sport Club Marburg)                | 9:46:00  |

Datum: 20. August
fand in Leipzig statt

### 100-km-Straßenlauf, Mannschaftswertung
| Platz | Verein, Besetzung                                                           | Zeit (h) |
| ----- | --------------------------------------------------------------------------- | -------- |
| 1     | Laufgemeinschaft Ultralauf (Kirsten Althoff, Katharina Bey, Eva Piehlmeier) | 32:47:29 |

Datum: 20. August
fand in Leipzig statt
nur 1 Mannschaft in der Wertung

### 100 m Hürden
| Platz | Athletin, Verein                        | Zeit (s) |
| ----- | --------------------------------------- | -------- |
| 1     | Cindy Roleder (SC DHfK Leipzig)         | 12,86    |
| 2     | Nadine Hildebrand (VfL Sindelfingen)    | 12,92    |
| 3     | Ricarda Lobe (MTG Mannheim)             | 13,11    |
| 4     | Monika Zapalska (TV Wattenscheid 01)    | 13,43    |
| 5     | Eva Strogies (TV Wattenscheid 01)       | 13,53    |
| 6     | Svenja Rieck (VfL Eintracht Hannover)   | 13,79    |
| DSQ   | Franziska Hofmann (LAC Erdgas Chemnitz) |          |
| DNS   | Carolin Schäfer (TV Friedrichstein)     |          |

Datum: 18. Juni
Wind: −0,1 m/s

### 400 m Hürden
| Platz | Athletin, Verein                            | Zeit        |
| ----- | ------------------------------------------- | ----------- |
| 1     | Jackie Baumann (LAV Stadtwerke Tübingen)    | 0056,87 s00 |
| 2     | Eileen Demes (TV 1861 Neu-Isenburg)         | 0057,87 s00 |
| 3     | Christine Salterberg (LT DSHS Köln)         | 0057,95 s00 |
| 4     | Djamila Böhm (ART Düsseldorf)               | 0058,22 s00 |
| 5     | Judit Stadelbacher (LG Offenburg)           | 0058,91 s00 |
| 6     | Karolina Pahlitzsch (SV Preußen Berlin)     | 0059,12 s00 |
| 7     | Frederike Hogrebe (TSV Bayer 04 Leverkusen) | 1:00,22 min |
| 8     | Judith Wessling (Preußen Münster)           | 1:00,55 min |

Datum: 19. Juni

### 3000 m Hindernis
| Platz | Athletin, Verein                               | Zeit (min) |
| ----- | ---------------------------------------------- | ---------- |
| 1     | Gesa Felicitas Krause (LG Eintracht Frankfurt) | 9:31,00    |
| 2     | Maya Rehberg (SG TSV Kronshagen/Kieler TB)     | 9:46,58    |
| 3     | Sanaa Koubaa (TSV Bayer 04 Leverkusen)         | 9:48,07    |
| 4     | Jana Sussmann (LT Haspa Marathon Hamburg)      | 9:48,28    |
| 5     | Cornelia Griesche (DJK Ingolstadt)             | 10:10,92   |
| 6     | Antonia Hehr (SV Molbergen)                    | 10:17,56   |
| 7     | Linda Wrede (LT DSHS Köln)                     | 10:39,60   |
| 8     | Jana Palmowski (OTB Osnabrück)                 | 10:42,08   |

Datum: 18. Juni

### 4 × 100 m Staffel
| Platz | Verein, Besetzung                                                                            | Zeit (s) |
| ----- | -------------------------------------------------------------------------------------------- | -------- |
| 1     | MTG Mannheim (Ricarda Lobe, Alexandra Burghardt, Nadine Gonska, Yasmin Kwadwo)               | 43,55    |
| 2     | TV Wattenscheid 01 (Monika Zapalska, Keshia Kwadwo, Pamela Dutkiewicz, Anne Christina Haack) | 43,98    |
| 3     | LC Paderborn (Josefina Elsler, Janina Kölsch, Tatjana Pinto, Ina Thimm)                      | 43,99    |
| 4     | LG Olympia Dortmund (Nina Braun, Marilena Scharff, Gina Lückenkemper, Johanna Bechthold)     | 44,27    |
| 5     | LAC Quelle Fürth (Amelie-Sophie Lederer, Franziska Wahl, Tami Seer, Sinead Ebert)            | 45,22    |
| 6     | Werder Bremen (Katharina Rocke, Sandra Dinkeldein, Rahel Rüdel, Svea Kittner)                | 45,47    |
| 7     | TV Gladbeck (Alina Todzi, Katharina Zenker, Katrin Schöne, Neele Schuten)                    | 45,64    |
| 8     | Preußen Münster (Meike Gerlach, Luisa Bodem, Maren Silies, Lena Malkus)                      | 46,06    |

Datum: 18. Juni
Die Reihenfolge dieser Staffel wurde durch vier Zeitendläufe ermittelt.

### 4 × 400 m Staffel
| Platz | Verein, Besetzung                                                                                       | Zeit (min) |
| ----- | --- | ---------- |
| 1     | LT DSHS Köln (Lena Naumann, Friederike Möhlenkamp, Christine Salterberg, Lara Hoffmann)                 | 3:36,76    |
| 2     | TSV Bayer 04 Leverkusen (Julia Schaefers, Frederike Hogrebe, Julia Förster, Carolin Walter)             | 3:38,25    |
| 3     | SCC Berlin (Alena Gerken, Svea Köhrbrück, Fanny Fromm, Hendrikja Richter)                               | 3:41,73    |
| 4     | Stg Staffelteam Niedersachsen (Laura Gläsner, Ann-Kathrin Kopf, Michelle Janiak, Ruth Sophia Spelmeyer) | 3:43,06    |
| 5     | LG Stadtwerke München (Christina Hering, Christine Gess, Louisa Rieger, Lisa-Marie Petkov)              | 3:43,36    |
| 6     | ART Düsseldorf (Alina Kuß, Djamila Böhm, Julia Borck, Leonie Hönekopp)                                  | 3:44,53    |
| 7     | TV Wattenscheid 01 (Maike Schachtschneider, Janine Lins, Denise Krebs, Christina Zwirner)               | 3:44,62    |
| 8     | Stg EAG Sprintteam Hessen (Annika Lena Lietz, Insa Schütze, Judith Entzeroth, Eileen Demes)             | 3:46,48    |

Datum: 19. Juni
Die Reihenfolge dieser Staffel wurde mittels zweier Zeitendläufe ermittelt.

### 3 × 800 m Staffel
| Platz | Verein, Besetzung                                                          | Zeit (min) |
| ----- | -------------------------------------------------------------------------- | ---------- |
| 1     | LG Stadtwerke München (Mareen Kalis, Christine Gess, Christina Hering)     | 6:17,07    |
| 2     | TSV Bayer 04 Leverkusen I (Lena Klaassen, Rebekka Ackers, Carolin Walter)  | 6:22,51    |
| 3     | LG Telis Finanz Regensburg (Mares-Elaine Strempler, Thea Heim, Maren Kock) | 6:29,36    |
| 4     | LAV Bayer Uerdingen/Dormagen (Kira von Ehren, Susan Robb, Tanja Spill)     | 6:34,07    |
| 5     | LAC Quelle Fürth (Anne Kesselring, Ann-Kathrin Wiertz, Stefanie Müller)    | 6:35,65    |
| 6     | TSV Bayer 04 Leverkusen II (Laura Vierbaum, Fiona Kierdorf, Lena Menzel)   | 6:36,06    |
| 7     | LG Nord Berlin (Martha Sauter, Caterina Granz, Carmen Schultze-Berndt)     | 6:39,37    |
| 8     | ASV Köln (Kim Uhlendorf, Vera Coutellier, Muriel Pfläging)                 | 6:44,39    |

Datum: 31 Juli
fand in Mönchengladbach-Rheydt im Rahmen der Deutschen Jugendmeisterschaften statt
Die Reihenfolge dieser Staffel wurde durch drei Zeitendläufe ermittelt.

### 5000-m-Bahngehen
| Platz | Athletin, Verein                          | Zeit (min) |
| ----- | ----------------------------------------- | ---------- |
| 1     | Teresa Zurek (SC Potsdam)                 | 22:14,94   |
| 2     | Saskia Feige (SC Potsdam)                 | 23:15,47   |
| 3     | Bianca Schenker (LG Vogtland)             | 24:24,55   |
| 4     | Brit Schröter (LG Vogtland)               | 24:45,21   |
| 5     | Kathrin Schulze (ASV Erfurt)              | 25:43,26   |
| 6     | Nicole Hörl (Diezer TSK Oranien)          | 27:27,91   |
| 7     | Barbara Primas (TSG Esslingen)            | 27:44,37   |
| 8     | Maria Unterholzner (SpVgg Niederaichbach) | 29:13,54   |

Datum: 11. Juni
fand in Bühlertal statt

### 20-km-Gehen
| Platz | Athletin, Verein                          | Zeit (h) |
| ----- | ----------------------------------------- | -------- |
| 1     | Lea Dederichs (ART Düsseldorf)            | 1:42:13  |
| 2     | Pauline Barz (Erfurter LAC)               | 2:05:58  |
| 3     | Maria Unterholzner (SpVgg Niederaichbach) | 2:11:23  |
| 4     | Franziska Spanner (SpVgg Niederaichbach)  | 2:14:02  |

Datum: 22. Mai
fand in Naumburg statt
nur 4 Teilnehmerinnen

### Hochsprung
| Platz | Athletin, Verein                             | Höhe (m) |
| ----- | -------------------------------------------- | -------- |
| 1     | Marie-Laurence Jungfleisch (VfB Stuttgart)   | 1,90     |
| 2     | Katarina Mögenburg (TSV Bayer 04 Leverkusen) | 1,84     |
| 3     | Jossie Graumann (LG Nord Berlin)             | 1,84     |
| 4     | Ariane Friedrich (LG Eintracht Frankfurt)    | 1,84     |
| 5     | Anne Klebsch (TG Ötigheim)                   | 1,80     |
| 6     | Viktoria Gottlieb (TV Wattenscheid 01)       | 1,75     |
| 6     | Alexandra Plaza (LT DSHS Köln)               | 1,75     |
| 6     | Carolin Schäfer (TV Friedrichstein)          | 1,75     |

Datum: 19. Juni

### Stabhochsprung
| Platz | Athletin, Verein                               | Höhe (m) |
| ----- | ---------------------------------------------- | -------- |
| 1     | Martina Strutz (Schweriner SC)                 | 4,70     |
| 2     | Lisa Ryzih (ABC Ludwigshafen)                  | 4,65     |
| 3     | Annika Roloff (MTV 49 Holzminden)              | 4,55     |
| 4     | Anjuli Knäsche (SG TSV Kronshagen / Kieler TB) | 4,40     |
| 5     | Lilian Schnitzerling (TSV Bayer 04 Leverkusen) | 4,30     |
| 6     | Regine Kramer (TSV Bayer 04 Leverkusen)        | 4,30     |
| 7     | Carolin Hingst (TG Nieder-Ingelheim)           | 4,30     |
| 8     | Friedelinde Petershofen (SC Potsdam)           | 4,20     |
| 8     | Martina Schultze (VfL Sindelfingen)            | 4,20     |

Datum: 18. Juni

### Weitsprung
| Platz | Athletin, Verein                                  | Weite (m) |
| ----- | ------------------------------------------------- | --------- |
| 1     | Malaika Mihambo (LG Kurpfalz)                     | 6,72      |
| 2     | Alexandra Wester (ASV Köln)                       | 6,64      |
| 3     | Maryse Luzolo (Königsteiner Leichtathletikverein) | 6,54      |
| 4     | Nadja Käther (Hamburger SV)                       | 6,53      |
| 5     | Alina Rotaru (VfB Stuttgart)                      | 6,34      |
| 6     | Xenia Stolz (Wiesbadener LV)                      | 6,27      |
| 7     | Lisa Kurschilgen (TV Wattenscheid 01)             | 6,05      |
| 8     | Lena Malkus (Preußen Münster)                     | 6,02      |

Datum: 18. Juni

### Dreisprung
| Platz | Athletin, Verein                           | Weite (m) |
| ----- | ------------------------------------------ | --------- |
| 1     | Jenny Elbe (Dresdner SC)                   | 14,28     |
| 2     | Kristin Gierisch (LAC Erdgas Chemnitz)     | 14,05     |
| 3     | Birte Damerius (TSV Rudow)                 | 13,57     |
| 4     | Elina Sterzing (LAV Stadtwerke Tübingen)   | 13,33     |
| 5     | Klaudia Kacmarek (LAZ Rhede)               | 13,30     |
| 6     | Isabella Marten (Stuttgarter Kickers)      | 13,12     |
| 7     | Sabrina Mickenautsch (LAC Erdgas Chemnitz) | 12,75     |
| 8     | Eva Lindenbaum (ART Düsseldorf)            | 12,71     |

Datum: 19. Juni

### Kugelstoßen
| Platz | Athletin, Verein                       | Weite (m) |
| ----- | -------------------------------------- | --------- |
| 1     | Christina Schwanitz (LV 90 Erzgebirge) | 19,49     |
| 2     | Lena Urbaniak (LG Filstal)             | 18,02     |
| 3     | Sara Gambetta (SC DHfK Leipzig)        | 17,46     |
| 4     | Shanice Craft (MTG Mannheim)           | 17,01     |
| 5     | Anna Rüh (SC Magdeburg)                | 16,81     |
| 6     | Josephine Terlecki (SV Halle)          | 16,58     |
| 7     | Alina Kenzel (VfL Waiblingen)          | 16,13     |
| 8     | Luise Weber (ASV Erfurt)               | 15,88     |

Datum: 19. Juni

### Diskuswurf
| Platz | Athletin, Verein                            | Weite (m) |
| ----- | ------------------------------------------- | --------- |
| 1     | Nadine Müller (SV Halle)                    | 65,79     |
| 2     | Julia Fischer (SCC Berlin)                  | 63,94     |
| 3     | Shanice Craft (MTG Mannheim)                | 63,63     |
| 4     | Anna Rüh (SC Magdeburg)                     | 60,13     |
| 5     | Claudine Vita (SC Neubrandenburg)           | 59,12     |
| 6     | Kristin Pudenz (SC Potsdam)                 | 58,86     |
| 7     | Marike Steinacker (TSV Bayer 04 Leverkusen) | 54,49     |
| 8     | Sabine Rumpf (LSG Goldener Grund Selters)   | 53,19     |

Datum: 18. Juni

### Hammerwurf
| Platz | Athletin, Verein                           | Weite (m) |
| ----- | ------------------------------------------ | --------- |
| 1     | Betty Heidler (LG Eintracht Frankfurt)     | 75,32     |
| 2     | Kathrin Klaas (LG Eintracht Frankfurt)     | 69,95     |
| 3     | Charlene Woitha (SCC Berlin)               | 67,06     |
| 4     | Carolin Paesler (LG Eintracht Frankfurt)   | 65,84     |
| 5     | Susen Küster (SV Halle)                    | 65,14     |
| 6     | Vanessa Pfeifer (LG Nord Berlin)           | 60,70     |
| 7     | Katharina Mähring (LG Eintracht Frankfurt) | 58,46     |
| 8     | Anna Arlt (LG Stadtwerke München)          | 55,66     |

Datum: 18. Juni

### Speerwurf
| Platz | Athletin, Verein                            | Weite (m) |
| ----- | ------------------------------------------- | --------- |
| 1     | Christin Hussong (LAZ Zweibrücken)          | 66,41     |
| 2     | Katharina Molitor (TSV Bayer 04 Leverkusen) | 62,86     |
| 3     | Linda Stahl (TSV Bayer 04 Leverkusen)       | 61,44     |
| 4     | Christina Obergföll (LG Offenburg)          | 59,93     |
| 5     | Sarah Leidl (1. FC Passau)                  | 53,87     |
| 6     | Charlotte Müller (ASV Erfurt)               | 53,66     |
| 7     | Dana Bergrath (TSV Bayer 04 Leverkusen)     | 52,91     |
| 8     | Susanne Siebert (LG Augsburg)               | 52,12     |

Datum: 19. Juni

### Siebenkampf
| Platz | Athletin, Verein                         | Leistung (Pkte) |
| ----- | ---------------------------------------- | --------------- |
| 1     | Mareike Arndt (TSV Bayer 04 Leverkusen)  | 5765            |
| 2     | Silvia Mrotzek (TSV Bayer 04 Leverkusen) | 5430            |
| 3     | Lisa Steinlage (LG Kreis Gütersloh)      | 5418            |
| 4     | Simone Mrotzek (TSV Bayer 04 Leverkusen) | 5334            |
| 5     | Meike Holtkamp (LG Olympia Dortmund)     | 5012            |
| 6     | Jana Schubert (LG Filder)                | 4953            |
| 7     | Bianca Broda (TuS 09 Erkenschwick)       | 4944            |
| 8     | Kristin Albert (LG Hohenlohe)            | 4919            |

Datum: 13./14. August
fand in Kienbaum statt

### Siebenkampf, Mannschaftswertung
| Platz | Verein, Besetzung                                                       | Leistung (Pkte) |
| ----- | ----------------------------------------------------------------------- | --------------- |
| 1     | TSV Bayer 04 Leverkusen (Caroline Klein, Mareike Arndt, Silvia Mrotzek) | 17.037          |
| 2     | LT DSHS Köln (Carlotta Schraub, Laura Voß, Kim Carina Schmidt)          | 14.673          |

Datum: 13./14. August
fand in Kienbaum statt
nur 2 Teams in der Wertung

### Crosslauf–5,9 km
| Platz | Athletin, Verein                                 | Zeit (min) |
| ----- | ------------------------------------------------ | ---------- |
| 1     | Jana Sussmann (Lauf Team Haspa Marathon Hamburg) | 21:45      |
| 2     | Domenika Mayer (LAC Quelle Fürth)                | 22:18      |
| 3     | Agata Strausa (Lauf Team Haspa Marathon Hamburg) | 22:22      |
| 4     | Franziska Reng (LG Telis Finanz Regensburg)      | 22:31      |
| 5     | Domenika Mayer (LAC Quelle Fürth)                | 22:18      |
| 6     | Maren Kock (LG Telis Finanz Regensburg)          | 22:31      |
| 7     | Svenja Abel (LC Breisgau)                        | 22:32      |
| 8     | Luisa Boschan (LG Telis Finanz Regensburg)       | 22:44      |

Datum: 5. März
fand in Herten statt
Gewertet sind hier alleine die Frauen, nicht jedoch die Juniorinnen, von denen einige sich in einer Gesamtwertung unter die ersten acht platziert hätten. Siegerin wäre Maya Rehberg (SG TSV Kronshagen/Kieler TB) mit 21:40 min.

### Crosslauf–5,9 km, Mannschaftswertung
| Platz | Verein, Besetzung                                                                     | Platzziffer |
| ----- | ------------------------------------------------------------------------------------- | ----------- |
| 1     | LG Telis Finanz Regensburg I (Franziska Reng, Maren Kock, Luisa Boschan)              | 021         |
| 2     | LAC Quelle Fürth (Domenika Mayer, Anne Kesselring, Gesa Bohn)                         | 028         |
| 3     | LG Telis Finanz Regensburg II (Carolin Aehling, Anna-Katharina Plinke, Monika Rausch) | 064         |
| 4     | LG Nord Berlin (Caterina Granz, Carmen Schultze-Berndt, Esther Mundinger)             | 090         |
| 5     | LAC Quelle Fürth (Julia Hiller, Lea Süß, Ann-Kathrin Wiertz)                          | 104         |
| 6     | LAV Bayer Uerdingen/Dormagen (Stephanie Platt, Tanja Spill, Petra Maak)               | 118         |
| 7     | LG Region Karlsruhe (Sarah Hettich, Johanna Krischke, Lena Knirsch)                   | 134         |
| 8     | SV Brackwede (Valeska Vitt, Aline Florian, Ricarda Biemüller)                         | 144         |

Datum: 5. März
fand in Herten statt

### Berglauf
| Platz | Athletin, Verein                          | Zeit (min) |
| ----- | ----------------------------------------- | ---------- |
| 1     | Michelle Maier (PTSV Rosenheim)           | 45:56      |
| 2     | Melanie Noll (TSV Annweiler)              | 47:39      |
| 3     | Sarah Kistner (MTV Kronberg)              | 48:25      |
| 4     | Nadia Dietz (LG Brandenkopf)              | 49:36      |
| 5     | Elisabeth Fladerer (TG Viktoria Augsburg) | 50:11      |
| 6     | Lisa Wirth (LAC Quelle Fürth)             | 50:43      |
| 7     | Nada Balcarczyk (LG Würm Athletik)        | 51:20      |
| 8     | Simone Mortier (PTSV Rosenheim)           | 49:05      |

Datum: 7. August
fand in Schwangau statt

### Berglauf, Mannschaftswertung
| Platz | Verein, Besetzung                                                            | Zeit (h) |
| ----- | ---------------------------------------------------------------------------- | -------- |
| 1     | PTSV Rosenheim I (Michelle Maier, Simone Mortier, Lena Barth)                | 2:31:42  |
| 2     | LG Brandenkopf (Nadia Dietz, Anja Carlson, Ann-Cathrin Uhl)                  | 2:42:11  |
| 3     | Ski-Club Gaissach (Regina Danner, Heidi Danner, Mechthilde Bauer)            | 2:49:30  |
| 4     | PTSV Rosenheim II (Barbara Stich, Anna-Lena Stich, Paula Mangold-Wolf)       | 2:52:55  |
| 5     | TG Viktoria Augsburg (Elisabeth Fladerer, Sonja Huber, Sybille Mai)          | 2:53:00  |
| 6     | GutsMuths-Rennsteiglaufverein (Nicole Kruhme, Anke Härtl, Uta Jurkschat)     | 2:35:05  |
| 7     | LG Welfen (Marie-Luise Heilig-Duventäster, Uschi Bergler, Brigitte Hoffmann) | 2:37:06  |
| 8     | TG Salzachtal (Waltraud Berger, Carina Lütt, Anneliese Neumaier)             | 2:37:42  |

Datum: 7. August
fand in Schwangau statt

## Videolinks
- Rückblick auf die Leichtathletik-DM in Kassel vom 18. bis 20. Juni mit zahlreichen Videoclips auf leichtathletik.de, abgerufen am 26. April 2021
- Videoclips DM Halbmarathon in Bad Liebenzell am 23. April auf leichtathletik.de, abgerufen am 26. April 2021
- Videoclips von der Crosslauf-DM in Herten am 5. März auf leichtathletik.de, abgerufen am 26. April 2021